# Сухое (озеро, бассейн Колозера)
Сухое — небольшое ледниковое озеро на Кольском полуострове, принадлежит бассейну Колы. Площадь водной поверхности — 1,040 км².
В административном отношении расположено на территории городского округа Оленегорск Мурманской области. Находится в 18 километрах к север-западу от города Оленегорск. Лежит на высоте приблизительно 142 метра над уровнем моря.
Озеро имеет треугольную форму, основная часть вытянута в направлении юго-запад — северо-восток, длинный залив на юго-востоке. Длина озера 1,6 км, ширина до 1,2 км. Берега изрезаны, озеро имеет многочисленные заливы.
В Сухое впадают несколько безымянных ручьёв, из западной части вытекает широкая протока, идущая к большому озеру Колозеро (Колозерская губа). В водоём осуществляется сток соседних озёр Глубокое и Долгое. Окружено лесами и болтами (на севере). Населённых пунктов на берегу озера нет.